# 蘇姍
蘇姍（英語：Suzan Guterres，1957年1月27日—），是香港著名酒廊歌手。蘇姍出身於音樂世家，母親亦是一名歌手，年少時就已在酒店演唱，後來轉到酒廊演唱。1987年獲酒廊公司推薦，參加無線電視的全港酒廊歌手大挑戰，並獲得冠軍及與無線簽約。之后蘇姍仍然集中在酒廊歌唱上，較少幕前演出。直至2000年代，蘇姍作更多元化演出，包括粵劇、舞台劇及演唱會等。現逢星期五於亞洲電視數碼媒體主持現場直播節目《今晚見》。

## 背景
蘇姍在香港出生，是一名混了德國、葡萄牙、中國、法國、西班牙及菲律賓血統的女士，有一姊一妹。任職匯豐銀行的父親的另一位妻子另育有一子一女，為蘇姍的同父異母弟妹。「蘇姍」一名於身份證需要記錄中文名時開始採用。她的家人自1979年起移民海外，獨留蘇姍一人留在香港發展。蘇姍早年在昔日尖沙咀瑞興百貨公司（現為九龍酒店）附近居住，自4歲起隨任職夜總會歌手的母親開始演唱生涯，就讀小學時與香港立法會議員黃錦輝為小學同班同學。而就讀銅鑼灣聖保祿學校，讀書成績優異。中二時已參與校內的校際歌唱比賽，並獲得冠軍。當時比賽的評判顧嘉煇與歌唱老師許佩在賽後給予她的評價成了她展開歌唱生涯的鼓勵。中三畢業後，她曾應徵國泰航空及英國航空的空中服務員一職，卻因個子不高，加上不懂游泳，所以作罷。她當時正值15歲，決定自此投身歌壇發展。在1975年，蘇姍獨自到在香港麗嘉酒店和酒廊「Bar City」演唱。及後於1977年獲邀到澳洲電視台演出。在1985年至1986年到新加坡登台演出。直至1987年返港後由友人為她填寫無綫電視舉辦的「全港酒廊歌手大賽」參賽表格。結果贏得金獎且與無綫電視及永恆唱片簽約和獲得機會推出首張個人大碟《加倍放縱》，但推出後反應一般。此後蘇姍主持過電視節目，又參演舞台劇與電影。同時仍在酒廊當歌手糊口。在2012年之後，蘇姍獲羅敏莊支持下推出HiFi碟。經過數年重投歌唱界的經歷，她在2019年再次舉行個人演唱會。

## 演出作品

### 電視劇
- 2021年：逆天奇案 飾 學員（無綫電視）
- 2023年：法言人 飾 盧太（無綫電視）

### 電影
- 1989年：我愛唐人街
- 1990年：絕橋智多星
- 1990年：小心間諜
- 2011年：我愛HK開心萬歲 飾	87年街坊
- 2014年：奇緣灰姑娘 飾 士多店主
- 2016年：愛。你懂嗎？（微電影）

### 舞台劇
- 2016年：情歸何處 飾 社工蘇姑娘
- 2018年：我就嚟係歌手[8]

## 節目嘉賓

### 無綫電視
- 1988年：零時話風情（第9集）
- 2013年：勁歌金曲（11月16日）
- 2014年：都市閒情（2月28日）
- 2014年：吾淑吾食（第19集）
- 2015年：Sunday靚聲王（第3、16、26集）
- 2017年：流行經典50年（第15集）
- 2019年：兄弟幫（第2328、2329集、4月24及25日）
- 2019年：流行經典50年（第62、67集）

### 亞洲電視
- 2013年：星動亞洲（第125集、9月18日）

### 其他
- 2009年：德國寶特約：肥媽新春團年好唱口（有線電視）
- 2011年：贏得樂 玩得喜（香港電台、第5集、6月8日）

## 音樂作品
| 專輯 # | 專輯名稱     | 專輯類型 | 發行公司 | 發行日期   | 曲目 |
| ------ | ------------ | -------- | -------- | ---------- | --- |
| 1st    | 加倍放縱     | 大碟     | 永恆唱片 | 1987年12月 | 1. 今宵請你留 2. 加倍放縱 3. 等你經過 4. 跟我跳一次 5. 歌聲中                                                                              |
| 2nd    | 碧藍色的眼睛 | 大碟     | 永恆唱片 | 1988年5月  | 1. 即刻驅魔 2. 意念更瘋痴 3. 碧藍色的眼睛 4. 黑色的鈕扣 5. 負債（許子聰合唱） 6. 五十年不變 7. 愛的奔流 8. 不必多了解 9. 一聲唏噓 10. 夢痕 |

## 派台歌曲成績
| 派台歌曲四台上榜最高位置 | 派台歌曲四台上榜最高位置 | 派台歌曲四台上榜最高位置 | 派台歌曲四台上榜最高位置 | 派台歌曲四台上榜最高位置 | 派台歌曲四台上榜最高位置 | 派台歌曲四台上榜最高位置 |
| ------------------------ | ------------------------ | ------------------------ | ------------------------ | ------------------------ | ------------------------ | ------------------------ |
| 唱片                     | 歌曲                     | 903                      | RTHK                     | 997                      | TVB                      | 備註                     |
| 1987年                   |                          |                          |                          |                          |                          |                          |
| 加倍放縱                 | 加倍放縱                 |                          | /                        |                          | 6                        |                          |

## 著作
- 2017年：《生命美學》（與米雪和車淑梅合著）

## 外部連結
- 蘇姍的Facebook專頁
- 蘇姍的新浪微博